# Częstochowa Gnaszyn
Częstochowa Gnaszyn – przystanek kolejowy w Częstochowie, w dzielnicy Gnaszyn, w województwie śląskim, w Polsce.

## Ruch pasażerski
| Rok  | Wymiana pasażerska na dobę |
| ---- | -------------------------- |
| 2017 | 0-9                        |
| 2022 | 0-9                        |

## Połączenia
Koleje Śląskie (Os) do Lublińca
Polregio (R) do Tarnowskich Gór i Lublińca

## Historia
W 1903 r. zbudowano odcinek Herby Ruskie – Częstochowa Stradom o rozstawie torów 1066 mm, w 1911 r. przebudowany na szerokość 1532 mm. Podczas I wojny światowej, posuwające się na wschód wojska niemieckie przebudowały ten odcinek na rozstaw 1435 mm. Na wschód od stacji zbudowano bocznicę do Gnaszyńskiej Manufaktury. Odcinek Częstochowa Stradom - Liswarta zelektryfikowano w 1965 r.

## Dworzec kolejowy
Drugi z kolei budynek stacyjny powstał w 1953 roku. Początkowo rolę dworca dalej pełnił stary budynek znajdujący się od nowego kilkaset metrów na wschód, w kierunku Częstochowy. Od początków XXI wieku stał nieużytkowany i popadł w ruinę, gdyż PKP zdecydowała o zamknięciu kas biletowych, z których korzystała zbyta mała ilość pasażerów. PKP SA nie znalazła nabywcy na budynek, jego kupnem nie był także zainteresowany samorząd Częstochowy. Od 9 grudnia 2012 roku na stacji Gnaszyn nie zatrzymywały się żadne pociągi; w tym samym roku w budynku miał miejsce pożar. Stacja kolejowa została gruntowanie zmodernizowana w latach 2013–2014 podczas remontu tzw. protezy koniecpolskiej łączącej Centralną Magistralę Kolejową z Dolnym Śląskiem, po której obecnie kursują m.in. pociągi ED250 Pendolino (Express InterCity Premium). Prace nie obejmowały jednak opuszczonego budynku dworca. W 2015 roku gmach przeznaczono do rozbiórki z powodu złego stanu technicznego i faktu bycia zbędnym dla prowadzonej działalności. Obecnie przez stację przejeżdżają bez zatrzymania pociągi pośpieszne i ekspresowe, a w grudniu 2015 roku Koleje Śląskie reaktywowały połączenie z Częstochowy do Lublińca. Budynek dworca rozebrano w 2018 r.

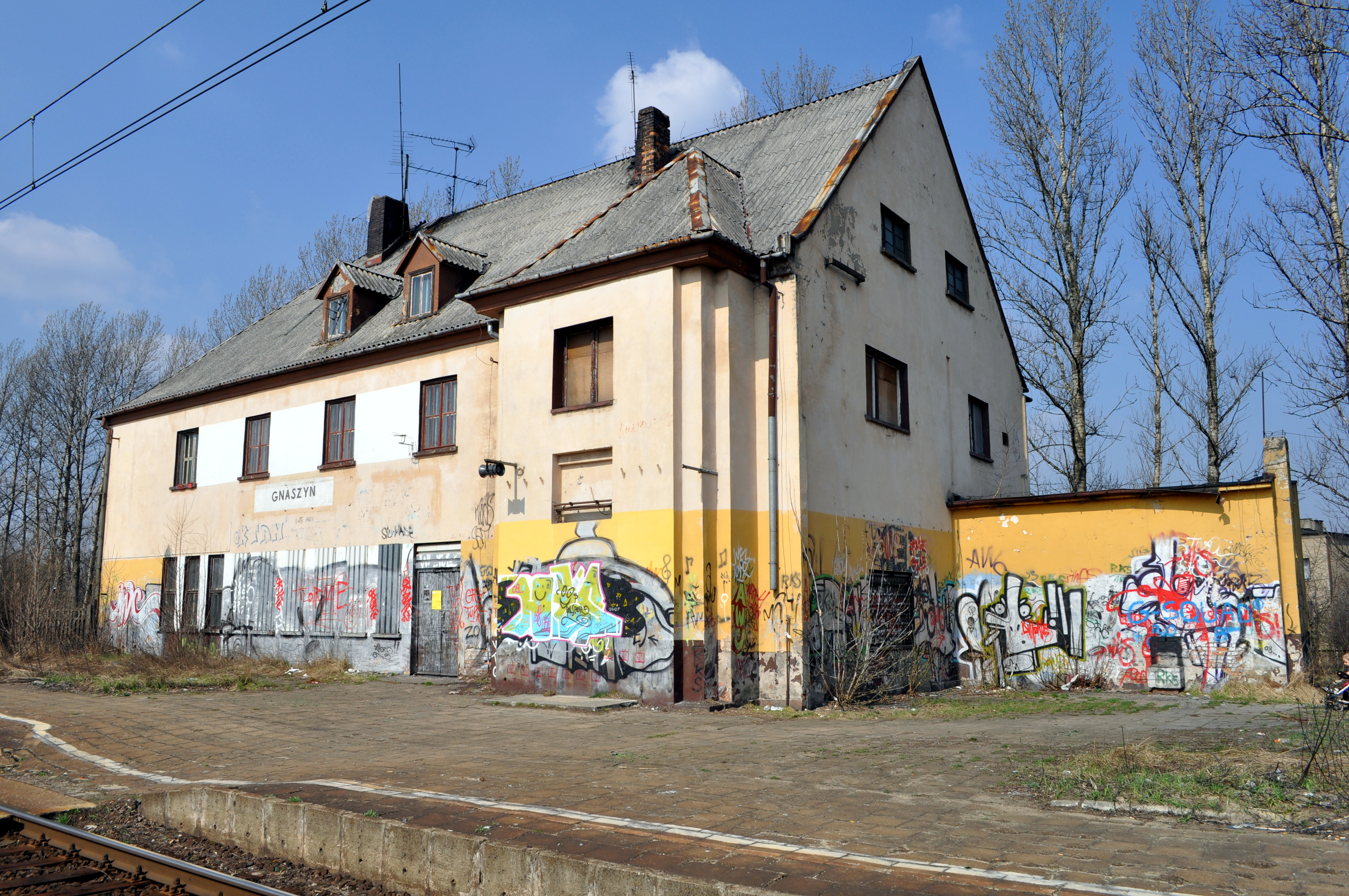
Dworzec kolejowy w Gnaszynie w latach 1953-2018